# رالف هيل (منافس ألعاب قوى)
رالف هيل (بالإنجليزية: Ralph Hill)‏ هو منافس ألعاب قوى أمريكي، ولد في 26 ديسمبر 1907 في كلاماث فالز في الولايات المتحدة، وتوفي بنفس المكان في 17 أكتوبر 1994.

## وصلات خارجية
- رالف هيل على موقع أوليمبيديا (الإنجليزية)